# Antoni Viladamor
Antoni Viladamor fou arxiver del l'Arxiu Reial de Barcelona natural de Barcelona. Va escriure un «Cronicó de Catalunya» en 1585 del manuscrit es va aprofitar molt Pujades com diu Marcillo. Nicolás Antonio diu que en 1558 era arxiver reial de Barcelona. Potser va haver de dir el 1585 com a nota el Pare Caresmar. D'Antoni de Viladamor, escriu Narcís Feliu de la Penya en els seus «Anales de Cataluñya», que es va distingir en el setge de Perpinyà l'any de 1543. Va ser contemporani o de temps poc distant de Carbonell, ja que en un manuscrit que es conserva en el reial arxiu de Barcelona, va veure Ustarroz continuades en ell al marge algunes notes de mà de Carbonell, i a més els signes d'aquest i de Viladamor.